# Башмаков, Дементий Минич
Дементий Минич Башмаков (1618—1705) — российский государственный деятель, думный дьяк, возглавлял Приказ тайных дел.

## Биография
Родился в 1618 году, представитель древней русской фамилии, которая вела своё происхождение от воеводы и боярина Юрия Васильевича Грунки, участвовавшего в Куликовской битве.
С 1653 по 1700 годы Башмаков состоял в штате приказов в должности подьячего и дьяка приказов Царицыной мастерской палаты, Большого Дворца, Тайных дел, Сыскного денежного дела. Он распоряжался ссылкой дьякона Фёдора и протопопа Аввакума, отправленных за приверженность «старой вере» в Угрешский монастырь. Башмаков являлся участником денежной реформы 1654—1663 годов и связанных с ней событий, в частности Медного бунта, над участниками которого он вёл следствие.
С 1664 года — дьяк и думный дьяк Посольского, Владимирского, Галицкого, Малороссийского, Разрядного и Челобитного приказов, а также Приказа тайных дел. Был доверенным лицом царя Алексея Михайловича.
В 1672 году был назначен послом в Польшу. В документах 1674 года Башмаков упоминается как дьяк Челобитного приказа. С 1677 года возглавил Печатный приказ, получив чин печатника — хранителя государственной печати. С 1678 по 1680 годы возглавлял Казённый приказ, в 1681 году занимался приказом Денежного сбора, в 1682 году вновь стал во главе Казённого приказа. За долгую безупречную службу на благо русского государства в 1682 году Дементию Башмакову был пожалован чин думного дворянина.
Некоторое время Башмаков был владельцем села Космодемьянское. Жил в Москве, владел двором в Чертолье. Умер в Москве 10 сентября (21 сентября по новому стилю) 1705 года, похоронен в церкви Похвалы Богородицы в Башмаках.